# Kålbådan
Kålbådan är ett skär i Åland (Finland). Det ligger i den sydöstra delen av landskapet, 50 km sydost om huvudstaden Mariehamn.
Terrängen runt Kålbådan är mycket platt. Trakten är glest befolkad. Närmaste större samhälle är Kökar, 19,7 km nordost om Kålbådan. 